# 真徳女王
真徳女王（しんとくじょおう、? - 654年）は、新羅の第28代の王（在位：647年 - 654年）である。姓は金、諱は勝曼。『三国史記』新羅本紀に拠れば、父は第26代真平王の同母弟である真安葛文王金国飯、母は朴氏の満天葛文王の娘の月明夫人。また、『旧唐書』では先代の善徳女王の妹と記されている。647年1月に、善徳女王を廃して唐との和親を図ろうとした上大等の毗曇らの内乱の最中に女王が没し、善徳女王派の金庾信（『三国史記』金庾信列伝によると、金庾信は中国黄帝の子・少昊の子孫である）らによって勝曼が擁立された。長身で美人だったと言われている。

## 治世
女王を廃そうとする親唐派の花郎徒（ファランド）の内乱を鎮めた立場から擁立された真徳女王だったが、高句麗・百済（麗済同盟）からの圧迫のために自主独立の立場を維持することは難しく、内乱の鎮圧後には反唐政策をすすめるのではなく、あくまでも新羅の王統を維持しながらも唐の援助を求める政策を採ることとなった。
内乱鎮圧の直後、647年2月には唐からは善徳女王に対する追贈と真徳女王に対する〈柱国・楽浪郡王〉の冊封が行なわれ、7月に謝恩使を発した。百済からは同年8月には茂山（全羅北道茂朱郡茂豊面）・甘勿（慶尚北道金泉市甘文面）・桐岑（未詳）を包囲され、翌648年3月には腰車城（忠清北道報恩郡懐南面）など10余城が陥落させられたが、いずれも金庾信の活躍で撃退に成功した。外交面では王族の金春秋（後の武烈王）を息子の金文王らとともに648年に唐に派遣し、百済討伐の援軍を願い出てようやく太宗から一応の了承を得ることができた（唐・新羅の同盟）。金春秋の帰国とともに、649年より唐の衣冠礼服の制度をとりいれ、650年には独自の年号を廃止して唐の年号（永徽）を用いるようにするなど、唐との関係を磐石のものとした。
651年より官制についても唐制にならったものに切り替えていき、王の下の権力の集中を図った。元々は王の家政的機関であった稟主（租主ともいい、米倉の管理の長官）を執事部として国家機密を掌握させ官制機構の中枢に据え、稟主が兼務していた財政の職能を分離独立して倉部を設置した。執事部の長官を中侍といい、それまでの上大等を中心とする権力体制に対して中侍を政治機構の要にしようとした。また礼部（儀礼教育）・調府（貢賦）など主要官庁への令（長官）・卿（次官）・大舎（三等官）・史（四等官）の配置を行うなど、大幅な官制改革を果たし、後の新羅の律令体制の四階層制の基本となった。652年には理方府（立法）を新設した。
在位8年にして654年3月に死去し、真徳と諡されて、沙梁部（六部の一つで慶州市南山里から皇南里と考えられる）に埋葬された。唐の高宗は女王の死を悼んで永光門で挙哀の礼を行ない、開府儀同三司の追贈とともに綵（あやぎぬ）三百段を香典として賜った。女王には配偶者がいた形跡がなく、女王の死によって新羅の聖骨真興王系列の長男は断絶し、次男真骨武烈王が推戴されて王位を継承したとされる。太宗の陵である昭陵で真徳女王の下半身の姿を彫刻した石像が発見された。

## 年号
即位後の647年2月にそれまでの仁平を改元して太和の年号を用いた。しかし、650年より唐の正朔を奉じることとし、以後の新羅では独自年号は用いられなくなった。